# 303
Період тетрархії у Римській імперії. У Китаї править династія Західна Цзінь, в Японії триває період Ямато. У Персії править династія Сассанідів.
На території лісостепової України Черняхівська культура. У Північному Причорномор'ї готи й сармати.

## Події
- Імператор Діоклетіан розпочинає останнє масове переслідування християн. Їм заборонено молитися групами, і впродовж наступних 10 років тисячі християн буде вбито.
- Діоклетіан здійснює подорож до Рима. Усі чотири августи і цезарі тетрархії вперше збираються разом.

## Народились
- Магненцій, майбутній римський імператор.

## Померли
- 23 квітня — за легендою, саме в цей день помер святий Юрій ( Георгій), котрий з 1350 року вважається покровителем Англії
- Роман Кесарійський
- Віт Луканійський